# Sello de México
El Sello de los Estados Unidos Mexicanos es una variante del Escudo Nacional de México, con la diferencia de que el nombre oficial del país, «estados unidos mexicanos», forma un semicírculo superior encima del mismo.
Puede ser ocupada como escudo y representación de cualquier autoridad del gobierno de México sin importar su ramo, y nivel de organización.

## Usos como símbolo del gobierno federal
Aunque el sello de los Estados Unidos Mexicanos no es de uso exclusivo para el gobierno federal, oficialmente llamado Supremo Poder de la Federación, en la práctica los gobiernos de las entidades federativas utilizan más sus propios escudos estatales, así como los ayuntamientos (en el caso de municipios) y alcaldías (en el caso de las demarcaciones de la Ciudad de México), que también tienden a utilizar sus propios escudos.
El sello, en su forma para uso en tinta —debido a las facilidades que resulta su imagen, así como el cambio en alguna tonalidad— se utiliza sobre todo para representar al presidente de México. Desde el comienzo del siglo XXI el sello se utiliza para formar parte de los logotipos de las dependencias de la Administración Pública Federal, en especial de las secretarías de Estado, la Consejería Jurídica del Ejecutivo Federal, la Procuraduría General de la República (hasta su disolución en 2018) y la Oficina de la Presidencia de la República, que se actualizan en cada periodo de una administración presidencial, conocidos comúnmente como sexenios por su duración de seis años. 
De una forma parecida también es ocupado en los logotipos de las legislaturas del Congreso de la Unión, con una duración de tres años.
Asimismo, forma parte de los logotipos del Poder Judicial de la Federación y la Fiscalía General de la República, los cuales no se mantienen iguales y no reciben ningún tipo de actualización.

Poder Ejecutivo Federal.
Senado de la República.
Cámara de Diputados.
Poder Judicial de la Federación
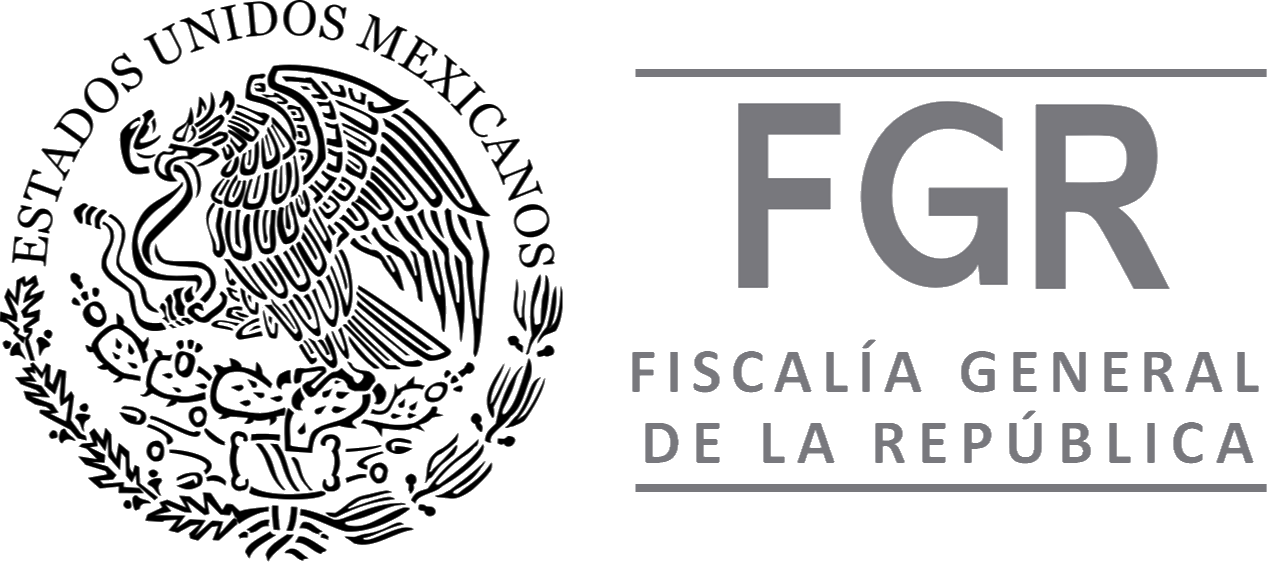
Fiscalía General de la República

## Otros usos
Por ley su uso es obligatorio en el anverso de todas las monedas, en medallas oficiales y los documentos oficiales. Está prohibida su utilización en documentos particulares.

## Versiones anteriores
Versión sello de México con el escudo nacional utilizado de 1934 a 1968

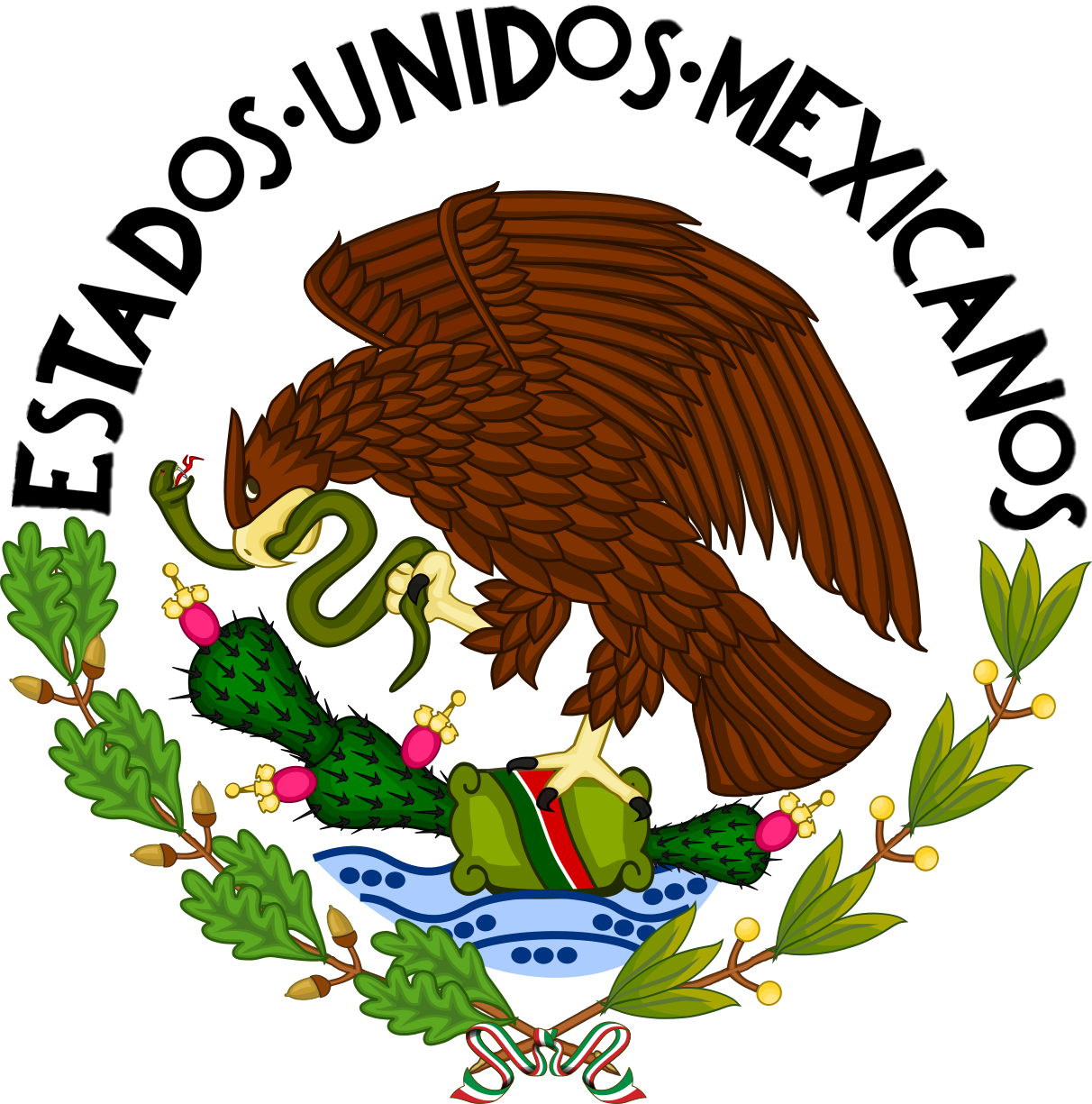
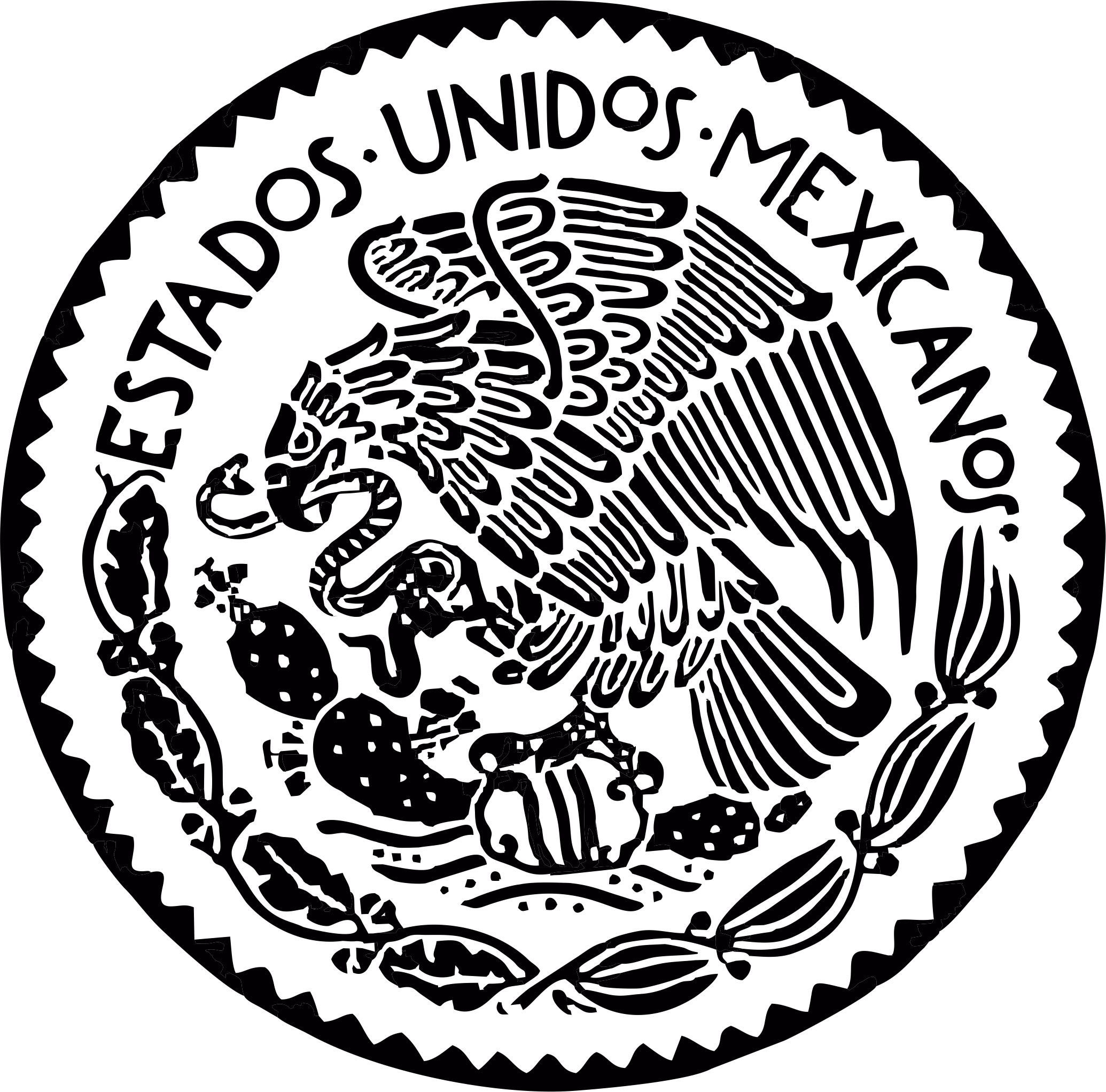
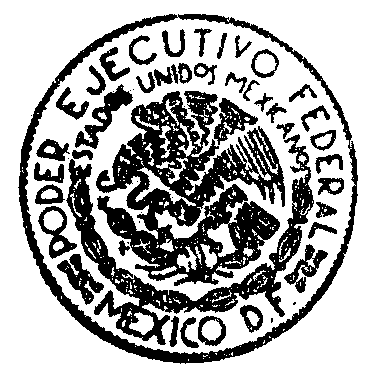